# The Burial - Il caso O'Keefe
The Burial - Il caso O'Keefe è un film statunitense del 2023 diretto da Maggie Betts e scritto dalla stessa Betts insieme a Doug Wright. È ispirato alla storia vera di Jeremiah "Jerry" O'Keefe, impresario funebre, che intenta una causa contro la compagnia concorrente Loewen, assistito dall'avvocato Willy E. Gary. Il cast comprende Jamie Foxx, Tommy Lee Jones, Jurnee Smollett, Mamoudou Athie, e Bill Camp.
È stato presentato in anteprima al Toronto International Film Festival l'11 settembre 2023, per poi venire pubblicato in anteprima il 6 ottobre 2023 sulla piattaforma Amazon Prime Video, ed in via definitiva il 13 ottobre.

## Trama
Nel 1995, l'impresario funebre Jeremiah O'Keefe gestisce 8 agenzie e un'azienda di assicurazioni per servizi funerari nel sud del Mississippi, quando inizia ad avere problemi finanziari che lo portano a considerare l'idea di vendere parte delle sue proprietà. Si reca in Canada per incontrare il colosso dello stesso settore, Raymond Loewen del Loewen Group, con cui stringe un accordo di massima per la vendita di 3 delle sue 8 agenzie, oltre alla promessa di non vendere assicurazioni nella sua zona. Loewen, però, essendo ben informato sui problemi finanziari di O'Keefe, prende tempo rifiutandosi di dar seguito ad un contratto firmato solo da O'Keefe e alle promesse verbali; Hal Dockins, il giovane avvocato di quest'ultimo, avanza quindi l'ipotesi che sia una tattica per aspettare la bancarotta di O'Keefe per poi comprare tutte le sue proprietà ad un prezzo stracciato.
O'Keefe viene spinto a contattare l'avvocato Willie E. Gary, un brillante legale in ascesa che ha vinto tutti i processi da 12 anni a quella parte, specializzato però in lesioni personali. La causa viene depositata in un paese a prevalenza di abitanti afroamericani, in cui si prevede un giudice nero e una giuria per la maggior parte nera. Inoltre, lo stesso Gary è solito difendere clienti della sua stessa etnia. Qualche tensione scaturisce dopo che O'Keefe decide di nominare Gary primo avvocato al posto del suo vecchio amico, ed esperto in diritto contrattuale, Mike Allred. Gary ritira subito l'offerta di patteggiamento di 6 milioni di dollari e intenta una causa da 100 milioni. Appena scoperto il motivo della nomina di Gary, Loewen risponde nominando anch'esso un pool di avvocati neri, comandati da Mame Downes, famosa per essere spietata nei contro-interrogatori.
Gary porta a testimoniare O'Keefe anticipatamente, e ciò si rivela una strategia fallimentare quando le domande della difesa da parte dell'avvocato Downes, portano alla luce un collegamento tra O'Keefe e un amico ora in carcere. Infuriato con Gary, O'Keefe lo sostituisce con Mike Allred come primo avvocato. Nel frattempo, Dockins cerca prove di abuso di posizione dominante da parte della Loewen Company in zone dove avrebbe alzato a dismisura i prezzi dei servizi funebri. Quando viene portato a testimoniare lo stesso avvocato Allred, la Downes lo demolisce svelando che suo nonno era stato un membro del Ku Klux Klan, generando lo sgomento nella giuria. In seguito a questo, l'intero team di Gary abbandona il caso, e lo stesso Mike capisce che è troppo compromesso e che l'unica possibilità di vincere la causa sia quella di ritirarsi, lasciando così Gary da solo.
La situazione diventa ormai disperata e O'Keefe si decide ad abbandonare il caso, ma Dockins trova finalmente le prove che stava cercando e prende contatto con la National Baptist Church, con cui la Loewen Company aveva stretto un accordo di esclusiva al solo scopo di accrescere ulteriormente i propri profitti imponendo tariffe maggiorate. Molti dei membri vengono chiamati a testimoniare su come siano stati ingannati dalla Loewen. Quando Raymond Loewen viene chiamato a testimoniare, questi non si mostra per nulla pentito di quel che ha fatto. La giuria si decide infine in favore di O'Keefe, condannando la Loewen Company a pagare non solo i 100 milioni di dollari richiesti, ma altri 400 milioni a titolo di risarcimento danni.
I titoli di coda informano che la Loewen Company patteggiò infine per il pagamento di 175 milioni di dollari, e che nel giro di poco tempo dichiarò bancarotta. Jeremiah O'Keefe e Willy E. Gary rimasero amici fino alla morte del primo, avvenuta nel 2016.

## Produzione
Il film è un adattamento dell'articolo "The Burial" di Jonathan Harr, pubblicato nel 1999 dal The New Yorker. A marzo 2018, Amazon Studios ha annunciato di stare sviluppando un film con Doug Wright alla sceneggiatura. A maggio 2020, Maggie Betts si è unita alla troupe in qualità di regista, mentre Jamie Foxx fungeva sia da protagonista che da produttore. Ad ottobre 2021, Tommy Lee Jones si è unito al cast nel ruolo di Jeremiah O'Keefe, ruolo per cui era stato considerato anche Harrison Ford. A novembre, anche Jurnee Smollett si è unita al cast. Le riprese sono state effettuate principalmente a New Orleans e sono iniziate a marzo 2022.

## Distribuzione
Il film è stato presentato al Toronto International Film Festival l'11 settembre 2023, pubblicato in anteprima il 6 ottobre 2023 sulla piattaforma Amazon Prime Video ed in via definitiva il 13 ottobre.

## Accoglienza
Sull'aggregatore di recensioni Rotten Tomatoes, il film presenta il 92% di recensioni positive, basate su 123 valutazioni, con una media di 7.2/10. Il sito riporta: "Un solido dramma giudiziario guidato da un paio di performance ben contrastate, The Burial raggiunge i ritmi attesi dal genere e rimane un piacere per il pubblico ad ogni passo".
Metacritic, che utilizza una media ponderata, ha assegnato al film un punteggio di 74 su di 100, sulla base di 23 valutazioni, indicando recensioni "generalmente favorevoli".